# بلدة إشبيمينغ (ميشيغان)
إشبيمينغ (بالإنجليزية: Ishpeming Township, Michigan)‏ هي بلدة تقع بولاية ميشيغان في الولايات المتحدة. تبلغ مساحتها 236.8 (كم²)، وترتفع عن سطح البحر 441 م، بلغ عدد سكانها 3522 نسمة في عام تعداد الولايات المتحدة 2000، وبلغ 3,424 نسمة في 2024 حسب إحصاء مكتب تعداد الولايات المتحدة وتصل الكثافة السكانية فيها 15.7 نسمة/كم2.

## وصلات خارجية
- The US50 - Cities and Towns in Michigan State
- Michigan Cities and Towns, Facts, Map, Flag, Colleges, Government, and More